# ナショナル・バンク・オープン
ナショナル・バンク・オープン（英語: National Bank Open、フランス語: Omnium Banque Nationale）は、カナダで開催される男女共催の国際テニス競技大会。

## 概要
男子はATPマスターズ1000、女子はWTA1000に規格されており、世界ランキング上位選手に出場義務が課せられている。大会は隔年ごとにトロント市とモントリオール市で開催され、男子トーナメントがトロントで開催される場合、女子トーナメントはモントリオールで行われる。翌年には、男女の開催地を入れ替えて行われる。トロント・トーナメントはアビバ・センター（ヨーク大学内）で、モントリオール・トーナメントはスタッドIGAで開催される。開催国名に因むカナダ・マスターズ（Canada Masters）の名称でも知られている。
この大会には長い歴史があり、男子は1881年から、女子は1892年に最初のトーナメントが開催された。
1995年のカナダ・マスターズで、刺傷事件による2年間のブランクから復帰したモニカ・セレシュが、復帰後の第1戦を優勝で飾った。

## 歴代優勝者

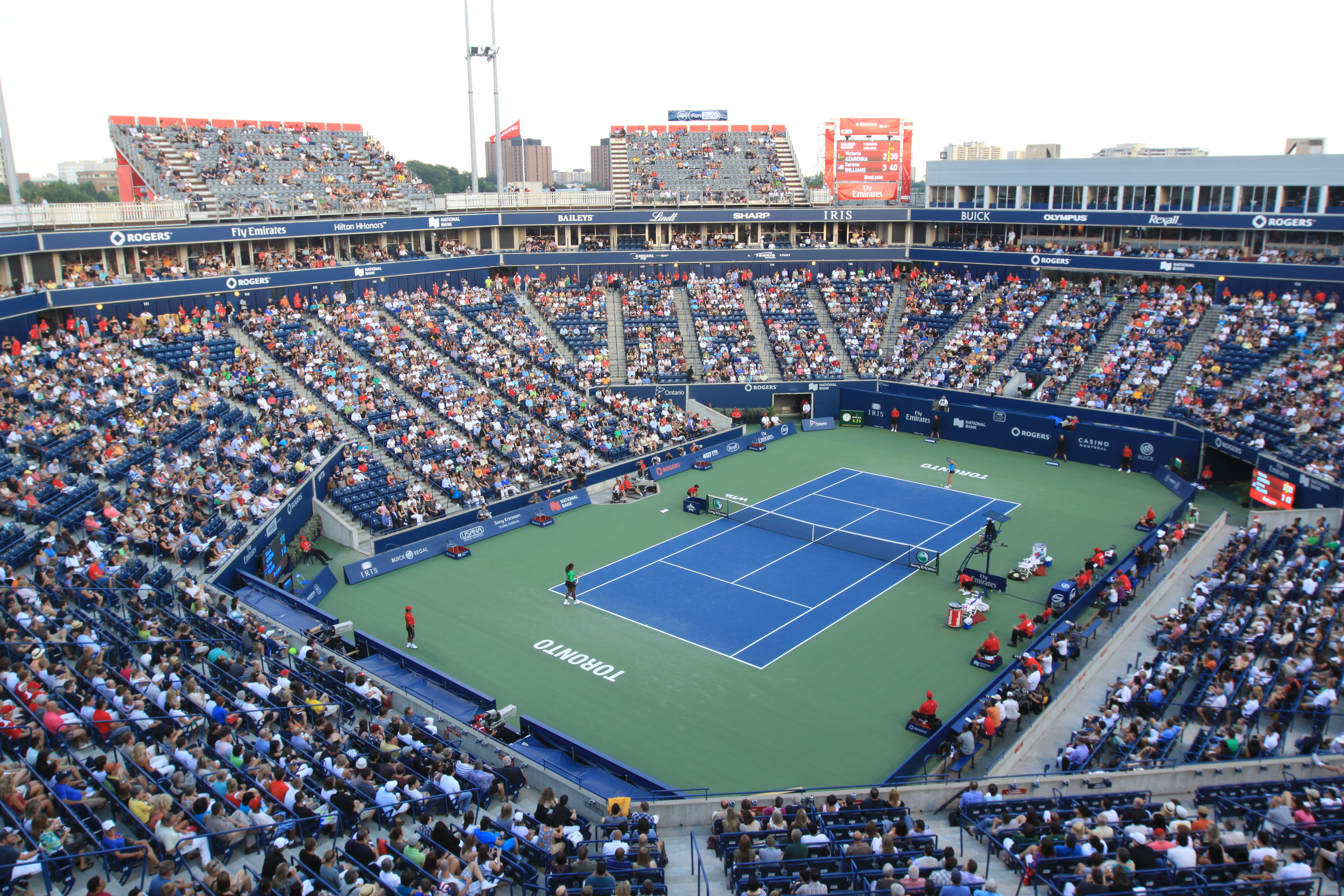
トロント会場（2011年）

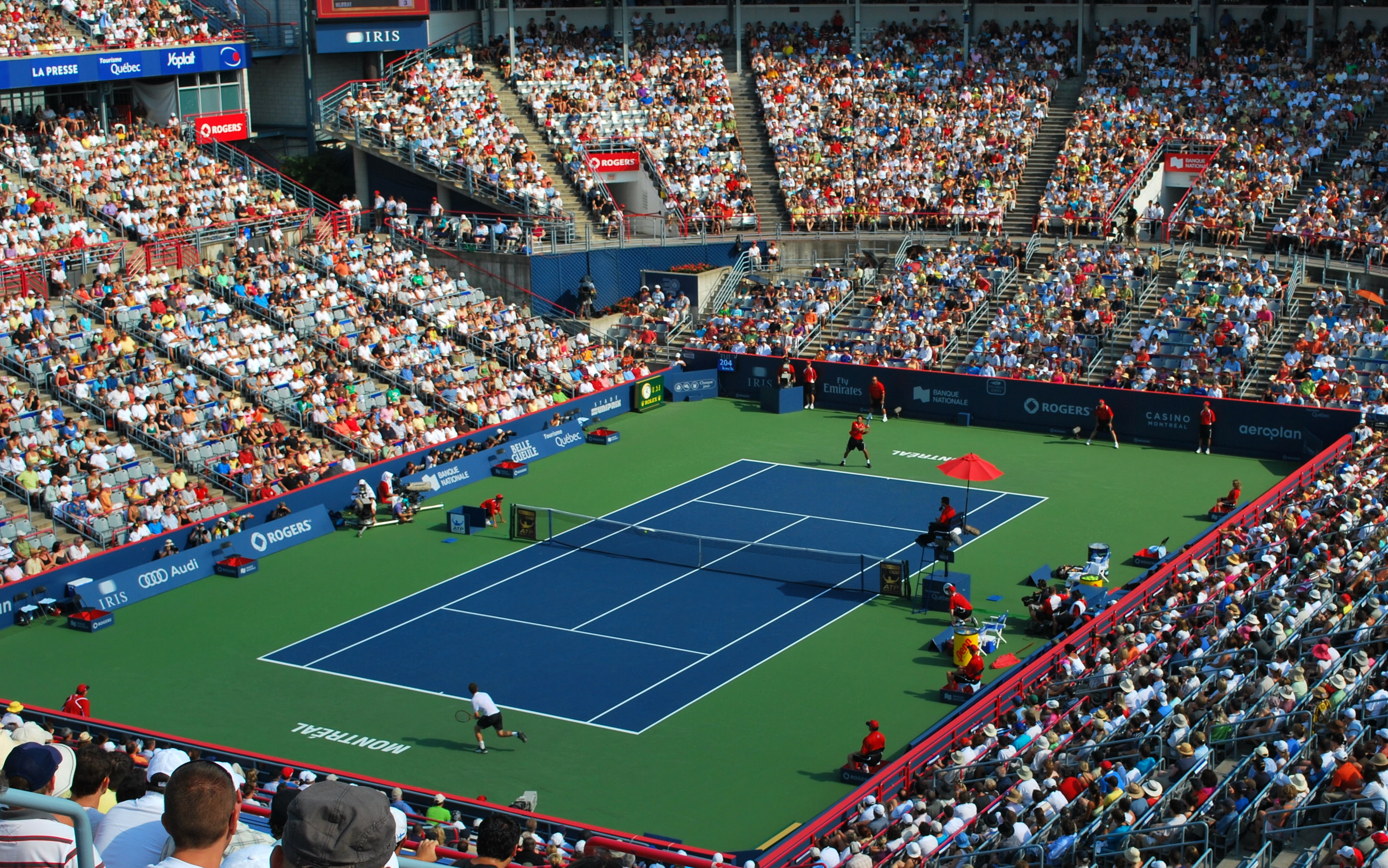
モントリオール会場（2009年）

本大会の公式サイトでは、男女シングルス・ダブルスとも第1回大会からすべての優勝者を掲載しているが、準優勝者と決勝結果は記載されていない。本記事では国際テニス連盟（ITF）サイト内にある「トーナメント検索」機能で全部門の記録を調査した。男子シングルス・ダブルスは1971年以後、女子シングルス・ダブルスは1980年以後の記録がITFサイトに残っている。それ以前の詳細な記録については（男子は1970年、女子は1979年以前）オンラインで確認できないため、優勝者のみを記載する。

### 男子シングルス
1971年以後
| 年     | 優勝者                           | 準優勝者                         | スコア                  | 開催地         |
| ------ | -------------------------------- | -------------------------------- | ----------------------- | -------------- |
| 1971年 | ジョン・ニューカム               | トム・オッカー                   | 7-6, 3-6, 6-2, 7-6      | トロント       |
| 1972年 | イリ・ナスターゼ                 | アンドリュー・パティソン         | 6-4, 6-3                | トロント       |
| 1973年 | トム・オッカー                   | マニュエル・オランテス           | 6-3, 6-2, 6-1           | トロント       |
| 1974年 | ギリェルモ・ビラス               | マニュエル・オランテス           | 6-4, 6-2, 6-3           | トロント       |
| 1975年 | マニュエル・オランテス           | イリ・ナスターゼ                 | 7-6, 6-0, 6-1           | トロント       |
| 1976年 | ギリェルモ・ビラス               | ヴォイチェフ・フィバク           | 6-4, 7-6, 6-2           | トロント       |
| 1977年 | ジェフ・ボロウィアク             | ハイメ・フィヨル                 | 6-0, 6-1                | トロント       |
| 1978年 | エディ・ディッブス               | ホセ・ルイス・クラーク           | 5-7, 6-4, 6-1           | トロント       |
| 1979年 | ビョルン・ボルグ                 | ジョン・マッケンロー             | 6-3, 6-3                | トロント       |
| 1980年 | イワン・レンドル                 | ビョルン・ボルグ                 | 4-6, 5-4 途中棄権       | トロント       |
| 1981年 | イワン・レンドル                 | エリオット・テルチャー           | 6-3, 6-2                | モントリオール |
| 1982年 | ビタス・ゲルレイティス           | イワン・レンドル                 | 4-6, 6-1, 6-3           | トロント       |
| 1983年 | イワン・レンドル                 | アンダース・ヤリード             | 6-2, 6-2                | モントリオール |
| 1984年 | ジョン・マッケンロー             | ビタス・ゲルレイティス           | 6-0, 6-3                | トロント       |
| 1985年 | ジョン・マッケンロー             | イワン・レンドル                 | 7-5, 6-3                | モントリオール |
| 1986年 | ボリス・ベッカー                 | ステファン・エドベリ             | 6-4, 3-6, 6-3           | トロント       |
| 1987年 | イワン・レンドル                 | ステファン・エドベリ             | 6-4, 7-6                | モントリオール |
| 1988年 | イワン・レンドル                 | ケビン・カレン                   | 7-6, 6-2                | トロント       |
| 1989年 | イワン・レンドル                 | ジョン・マッケンロー             | 6-1, 6-3                | モントリオール |
| 1990年 | マイケル・チャン                 | ジェイ・バーガー                 | 4-6, 6-3, 7-6           | トロント       |
| 1991年 | アンドレイ・チェスノコフ         | ペトル・コルダ                   | 3-6, 6-4, 6-3           | モントリオール |
| 1992年 | アンドレ・アガシ                 | イワン・レンドル                 | 3-6, 6-2, 6-0           | トロント       |
| 1993年 | ミカエル・ペルンフォルス         | トッド・マーティン               | 2-6, 6-2, 7-5           | モントリオール |
| 1994年 | アンドレ・アガシ                 | ジェイソン・ストルテンバーグ     | 6-4, 6-4                | トロント       |
| 1995年 | アンドレ・アガシ                 | ピート・サンプラス               | 3-6, 6-2, 6-3           | モントリオール |
| 1996年 | ウェイン・フェレイラ             | トッド・ウッドブリッジ           | 6-2, 6-4                | トロント       |
| 1997年 | クリス・ウッドラフ               | グスタボ・クエルテン             | 7-5, 4-6, 6-3           | モントリオール |
| 1998年 | パトリック・ラフター             | リカルト・クライチェク           | 7-6, 6-4                | トロント       |
| 1999年 | トーマス・ヨハンソン             | エフゲニー・カフェルニコフ       | 1-6, 6-3, 6-3           | モントリオール |
| 2000年 | マラト・サフィン                 | ハレル・レビ                     | 6-2, 6-3                | トロント       |
| 2001年 | アンドレイ・パベル               | パトリック・ラフター             | 7-6, 2-6, 6-3           | モントリオール |
| 2002年 | ギリェルモ・カナス               | アンディ・ロディック             | 6-4, 7-5                | トロント       |
| 2003年 | アンディ・ロディック             | ダビド・ナルバンディアン         | 6-1, 6-3                | モントリオール |
| 2004年 | ロジャー・フェデラー             | アンディ・ロディック             | 7-5, 6-3                | トロント       |
| 2005年 | ラファエル・ナダル               | アンドレ・アガシ                 | 6-3, 4-6, 6-2           | モントリオール |
| 2006年 | ロジャー・フェデラー             | リシャール・ガスケ               | 2-6, 6-3, 6-2           | トロント       |
| 2007年 | ノバク・ジョコビッチ             | ロジャー・フェデラー             | 7-6, 2-6, 7-6           | モントリオール |
| 2008年 | ラファエル・ナダル               | ニコラス・キーファー             | 6-3, 6-2                | トロント       |
| 2009年 | アンディ・マリー                 | フアン・マルティン・デル・ポトロ | 6-7, 7-6, 6-1           | モントリオール |
| 2010年 | アンディ・マリー                 | ロジャー・フェデラー             | 7-5, 7-5                | トロント       |
| 2011年 | ノバク・ジョコビッチ             | マーディ・フィッシュ             | 6-2, 3-6, 6-4           | モントリオール |
| 2012年 | ノバク・ジョコビッチ             | リシャール・ガスケ               | 6-3, 6-2                | トロント       |
| 2013年 | ラファエル・ナダル               | ミロシュ・ラオニッチ             | 6-2, 6-2                | モントリオール |
| 2014年 | ジョー＝ウィルフリード・ツォンガ | ロジャー・フェデラー             | 7-5, 7-6(7-3)           | トロント       |
| 2015年 | アンディ・マリー                 | ノバク・ジョコビッチ             | 6-4, 4-6, 6-3           | モントリオール |
| 2016年 | ノバク・ジョコビッチ             | 錦織圭                           | 6-3, 7-5                | トロント       |
| 2017年 | アレクサンダー・ズベレフ         | ロジャー・フェデラー             | 6-3, 6-4                | モントリオール |
| 2018年 | ラファエル・ナダル               | ステファノス・チチパス           | 6-2, 7-6(7-4)           | トロント       |
| 2019年 | ラファエル・ナダル               | ダニール・メドベージェフ         | 6-3, 6-0                | モントリオール |
| 2020年 | 大会開催なし                     | 大会開催なし                     | 大会開催なし            | 大会開催なし   |
| 2021年 | ダニール・メドベージェフ         | ライリー・オペルカ               | 6-4, 6-3                | トロント       |
| 2022年 | パブロ・カレーニョ・ブスタ       | フベルト・フルカチュ             | 3-6, 6-3, 6-3           | モントリオール |
| 2023年 | ヤニック・シナー                 | アレックス・デミノー             | 6-4, 6-1                | トロント       |
| 2024年 | アレクセイ・ポピリン             | アンドレイ・ルブレフ             | 6-2, 6-4                | モントリオール |
| 2025年 | ベン・シェルトン                 | カレン・ハチャノフ               | 6-7(5-7), 6-4, 7-6(7-3) | トロント       |

### 男子ダブルス
1971年以後
| 年     | 優勝者                                                | 準優勝者                                            | スコア                 | 開催地         |
| ------ | ----------------------------------------------------- | --------------------------------------------------- | ---------------------- | -------------- |
| 1971年 | トム・オッカー マーティー・リーセン                   | アーサー・アッシュ デニス・ラルストン               | 6-3, 3-6, 6-1          | トロント       |
| 1972年 | イリ・ナスターゼ イオン・ティリアック                 | ヤン・コデシュ ヤン・クカル                         | 7-6, 6-3               | トロント       |
| 1973年 | ロッド・レーバー ケン・ローズウォール                 | ジョン・ニューカム オーウェン・デビッドソン         | 7-5, 7-6               | トロント       |
| 1974年 | ギリェルモ・ビラス マニュエル・オランテス             | ユルゲン・ファスベンダー ハンス・ユルゲン・ポーマン | 6-1, 2-6, 6-2          | トロント       |
| 1975年 | クリフ・ドリスデール レイモンド・ムーア               | ヤン・コデシュ イリ・ナスターゼ                     | 6-4, 5-7, 7-6          | トロント       |
| 1976年 | ラウル・ラミレス ボブ・ヒューイット                   | マニュエル・オランテス フアン・ヒスベルト           | 6-2, 6-1               | トロント       |
| 1977年 | ラウル・ラミレス ボブ・ヒューイット                   | フレッド・マクネアー シャーウッド・スチュワート     | 6-4, 3-6, 6-2          | トロント       |
| 1978年 | トム・オッカー ヴォイチェフ・フィバク                 | コリン・ダウデスウェル ハインツ・ギュンタード       | 6-3, 7-6               | トロント       |
| 1979年 | ジョン・マッケンロー ピーター・フレミング             | ボブ・ヒューイット ハインツ・ギュンタード           | 6-7, 7-6, 6-1          | トロント       |
| 1980年 | ブライアン・ティーチャー ブルース・マンソン           | サンディ・マイヤー ハインツ・ギュンタード           | 6-3, 3-6, 6-1          | トロント       |
| 1981年 | ラウル・ラミレス ファーディ・テイガン                 | ジョン・マッケンロー ピーター・フレミング           | 2-6, 7-6, 6-4          | モントリオール |
| 1982年 | マーク・エドモンドソン スティーブ・デントン           | ジョン・マッケンロー ピーター・フレミング           | 6-7, 7-5, 6-2          | トロント       |
| 1983年 | サンディ・マイヤー ファーディ・テイガン               | トム・ガリクソン ティム・ガリクソン                 | 6-3, 6-4               | モントリオール |
| 1984年 | ジョン・マッケンロー ピーター・フレミング             | ジョン・フィッツジェラルド キム・ウォーウィック     | 6-4, 6-2               | トロント       |
| 1985年 | ケン・フラック ロバート・セグソ                       | ステファン・エドベリ アンダース・ヤリード           | 5-7, 7-6, 6-3          | モントリオール |
| 1986年 | チップ・フーパー マイク・リーチ                       | ボリス・ベッカー スロボダン・ジボイノビッチ         | 6-7, 6-3, 6-3          | トロント       |
| 1987年 | パット・キャッシュ ステファン・エドベリ               | ピーター・ドゥーハン ローリー・ウォーダー           | 6-7, 6-3, 6-4          | モントリオール |
| 1988年 | ケン・フラック ロバート・セグソ                       | アンドリュー・キャッスル ティム・ウィルキソン       | 7-6, 6-3               | トロント       |
| 1989年 | ケリー・エバーンデン トッド・ウィッツケン             | チャールズ・ベックマン シェルビー・キャノン         | 6-3, 6-3               | モントリオール |
| 1990年 | ポール・アナコーン デビッド・ウィートン               | ブロデリック・ダイク ピーター・ルンドグレン         | 6-1, 7-6               | トロント       |
| 1991年 | パトリック・ガルブレイス トッド・ウィッツケン         | グラント・コネル グレン・ミチバタ                   | 6-4, 3-6, 6-1          | モントリオール |
| 1992年 | パトリック・ガルブレイス ダニー・ヴィッサー           | ジョン・マッケンロー アンドレ・アガシ               | 6-4, 6-4               | トロント       |
| 1993年 | ジム・クーリエ マーク・ノールズ                       | デビッド・ペイト グレン・ミチバタ                   | 6-4, 7-6               | モントリオール |
| 1994年 | バイロン・ブラック ジョナサン・スターク               | パトリック・マッケンロー ジャレッド・パーマー       | 6-4, 6-4               | トロント       |
| 1995年 | エフゲニー・カフェルニコフ アンドレイ・オルホフスキー | ブライアン・マクフィー サンドン・ストール           | 6-2, 6-2               | モントリオール |
| 1996年 | パトリック・ガルブレイス ポール・ハーフース           | ダニエル・ネスター マーク・ノールズ                 | 7-6, 6-3               | トロント       |
| 1997年 | マヘシュ・ブパシ リーンダー・パエス                   | アレックス・オブライエン セバスチャン・ラルー       | 7-6, 6-3               | モントリオール |
| 1998年 | ジム・グラブ マルティン・ダム                         | リック・リーチ エリス・フェレイラ                   | 6-7, 6-2, 7-6          | トロント       |
| 1999年 | ヨナス・ビョルクマン パトリック・ラフター             | バイロン・ブラック ウェイン・フェレイラ             | 7-6, 6-4               | モントリオール |
| 2000年 | ダニエル・ネスター セバスチャン・ラルー               | ジョシュア・イーグル アンドリュー・フロレント       | 6-3, 7-6               | トロント       |
| 2001年 | イリ・ノバク デビッド・リクル                         | ドナルド・ジョンソン ジャレッド・パーマー           | 6-4, 3-6, 6-3          | モントリオール |
| 2002年 | ボブ・ブライアン マイク・ブライアン                   | ダニエル・ネスター マーク・ノールズ                 | 4-6, 7-6, 6-3          | トロント       |
| 2003年 | マヘシュ・ブパシ マックス・ミルヌイ                   | ヨナス・ビョルクマン トッド・ウッドブリッジ         | 6-3, 7-6               | モントリオール |
| 2004年 | マヘシュ・ブパシ リーンダー・パエス                   | ヨナス・ビョルクマン マックス・ミルヌイ             | 6-4, 6-2               | トロント       |
| 2005年 | ウェイン・ブラック ケビン・ウリエット                 | ジョナサン・エルリック アンディ・ラム               | 6-7, 6-3, 6-0          | モントリオール |
| 2006年 | ボブ・ブライアン マイク・ブライアン                   | ポール・ハンリー ケビン・ウリエット                 | 6-3, 7-5               | トロント       |
| 2007年 | マヘシュ・ブパシ パベル・ビズネル                     | ポール・ハンリー ケビン・ウリエット                 | 6-4, 6-4               | モントリオール |
| 2008年 | ダニエル・ネスター ネナド・ジモニッチ                 | ボブ・ブライアン マイク・ブライアン                 | 6-2, 4-6, [10-6]       | トロント       |
| 2009年 | マヘシュ・ブパシ マーク・ノールズ                     | マックス・ミルヌイ アンディ・ラム                   | 6-4, 6-3               | モントリオール |
| 2010年 | ボブ・ブライアン マイク・ブライアン                   | ジュリアン・ベネトー ミカエル・ロドラ               | 7-5, 6-3               | トロント       |
| 2011年 | ミカエル・ロドラ ネナド・ジモニッチ                   | ボブ・ブライアン マイク・ブライアン                 | 6-4, 6-7(5-7), [10-7]  | モントリオール |
| 2012年 | ボブ・ブライアン マイク・ブライアン                   | マルセル・グラノジェルス マルク・ロペス             | 6-1, 4-6, [12-10]      | トロント       |
| 2013年 | アレクサンダー・ペヤ ブルーノ・ソアレス               | コリン・フレミング アンディ・マリー                 | 6-4, 7-6(7-4)          | モントリオール |
| 2014年 | アレクサンダー・ペヤ ブルーノ・ソアレス               | イワン・ドディグ マルセロ・メロ                     | 6-4, 6-3               | トロント       |
| 2015年 | ボブ・ブライアン マイク・ブライアン                   | ダニエル・ネスター エドゥアール・ロジェ＝バセラン   | 7-6(7-5), 3-6, [10-6]  | モントリオール |
| 2016年 | イワン・ドディグ マルセロ・メロ                       | ジェイミー・マリー ブルーノ・ソアレス               | 6-4, 6-4               | トロント       |
| 2017年 | ピエール＝ユーグ・エルベール ニコラ・マユ             | ロハン・ボパンナ イワン・ドディグ                   | 6-4, 3-6, [10-6]       | モントリオール |
| 2018年 | ヘンリ・コンティネン ジョン・ピアース                 | レイベン・クラーセン マイケル・ヴィーナス           | 6-2, 6-7(7-9), [10-6]  | トロント       |
| 2019年 | マルセル・グラノリェルス オラシオ・セバジョス         | ロビン・ハーセ ウェスリー・クールホフ               | 7-5, 7-5               | モントリオール |
| 2020年 | 大会開催なし                                          | 大会開催なし                                        | 大会開催なし           | 大会開催なし   |
| 2021   | Rajeev Ram Joe Salisbury                              | Nikola Mektić Mate Pavić                            | 6–3, 4–6, [10–3]       |                |
| 2022   | Wesley Koolhof Neal Skupski                           | Dan Evans John Peers                                | 6–2, 4–6, [10–6]       |                |
| 2023   | Marcelo Arévalo Jean-Julien Rojer                     | Rajeev Ram Joe Salisbury                            | 6–3, 6–1               |                |
| 2024   | Marcel Granollers (2) Horacio Zeballos (2)            | Rajeev Ram Joe Salisbury                            | 6–2, 7–6(7–4)          |                |
| 2025   | Julian Cash Lloyd Glasspool                           | Joe Salisbury Neal Skupski                          | 6–3, 6–7(5–7), [13–11] |                |

### 女子シングルス
1980年以後
| 年     | 優勝者                           | 準優勝者                         | スコア                           | 開催地         |
| ------ | -------------------------------- | -------------------------------- | -------------------------------- | -------------- |
| 1980年 | マルチナ・ナブラチロワ           | グリア・スティーブンス           | 6-2, 6-1                         | モントリオール |
| 1981年 | トレーシー・オースチン           | クリス・エバート・ロイド         | 6-1, 6-4                         | トロント       |
| 1982年 | マルチナ・ナブラチロワ           | アンドレア・イエガー             | 6-3, 7-5                         | モントリオール |
| 1983年 | マルチナ・ナブラチロワ           | クリス・エバート・ロイド         | 6-4, 4-6, 6-1                    | トロント       |
| 1984年 | クリス・エバート・ロイド         | アリシア・モールトン             | 6-2, 7-6                         | モントリオール |
| 1985年 | クリス・エバート・ロイド         | クラウディア・コーデ＝キルシュ   | 6-2, 6-4                         | トロント       |
| 1986年 | ヘレナ・スコバ                   | パム・シュライバー               | 6-2, 7-5                         | モントリオール |
| 1987年 | パム・シュライバー               | ジーナ・ガリソン                 | 6-4, 6-1                         | トロント       |
| 1988年 | ガブリエラ・サバティーニ         | ナタリア・ズベレワ               | 6-1, 6-2                         | モントリオール |
| 1989年 | マルチナ・ナブラチロワ           | アランチャ・サンチェス・ビカリオ | 6-2, 6-2                         | トロント       |
| 1990年 | シュテフィ・グラフ               | カテリナ・マレーバ               | 6-1, 6-7, 6-3                    | モントリオール |
| 1991年 | ジェニファー・カプリアティ       | カテリナ・マレーバ               | 6-2, 6-3                         | トロント       |
| 1992年 | アランチャ・サンチェス・ビカリオ | モニカ・セレシュ                 | 6-3, 4-6, 6-4                    | モントリオール |
| 1993年 | シュテフィ・グラフ               | ジェニファー・カプリアティ       | 6-1, 0-6, 6-3                    | トロント       |
| 1994年 | アランチャ・サンチェス・ビカリオ | シュテフィ・グラフ               | 7-5, 1-6, 7-6                    | モントリオール |
| 1995年 | モニカ・セレシュ                 | アマンダ・クッツァー             | 6-0, 6-1                         | トロント       |
| 1996年 | モニカ・セレシュ                 | アランチャ・サンチェス・ビカリオ | 6-1, 7-6                         | モントリオール |
| 1997年 | モニカ・セレシュ                 | アンケ・フーバー                 | 6-2, 6-4                         | トロント       |
| 1998年 | モニカ・セレシュ                 | アランチャ・サンチェス           | 6-3, 6-2                         | モントリオール |
| 1999年 | マルチナ・ヒンギス               | モニカ・セレシュ                 | 6-4, 6-4                         | トロント       |
| 2000年 | マルチナ・ヒンギス               | セリーナ・ウィリアムズ           | 0-6, 6-3, 3-0 途中棄権           | モントリオール |
| 2001年 | セリーナ・ウィリアムズ           | ジェニファー・カプリアティ       | 6-1, 6-7, 6-3                    | トロント       |
| 2002年 | アメリ・モレスモ                 | ジェニファー・カプリアティ       | 6-4, 6-1                         | モントリオール |
| 2003年 | ジュスティーヌ・エナン・アーデン | リナ・クラスノルツカヤ           | 6-1, 6-0                         | トロント       |
| 2004年 | アメリ・モレスモ                 | エレーナ・リホフツェワ           | 6-1, 6-0                         | モントリオール |
| 2005年 | キム・クライシュテルス           | ジュスティーヌ・エナン・アーデン | 7-5, 6-1                         | トロント       |
| 2006年 | アナ・イバノビッチ               | マルチナ・ヒンギス               | 6-2, 6-3                         | モントリオール |
| 2007年 | ジュスティーヌ・エナン           | エレナ・ヤンコビッチ             | 7-6, 7-5                         | トロント       |
| 2008年 | ディナラ・サフィナ               | ドミニカ・チブルコバ             | 6-2, 6-1                         | モントリオール |
| 2009年 | エレーナ・デメンチェワ           | マリア・シャラポワ               | 6-4, 6-3                         | トロント       |
| 2010年 | キャロライン・ウォズニアッキ     | ベラ・ズボナレワ                 | 6-3, 6-2                         | モントリオール |
| 2011年 | セリーナ・ウィリアムズ           | サマンサ・ストーサー             | 6-4, 6-2                         | トロント       |
| 2012年 | ペトラ・クビトバ                 | 李娜                             | 7-5, 2-6, 6-3                    | モントリオール |
| 2013年 | セリーナ・ウィリアムズ           | ソラナ・チルステア               | 6-2, 6-0                         | トロント       |
| 2014年 | アグニエシュカ・ラドワンスカ     | ビーナス・ウィリアムズ           | 6-4, 6-2                         | モントリオール |
| 2015年 | ベリンダ・ベンチッチ             | シモナ・ハレプ                   | 7-6(7-5), 6-7(4-7), 3-0 途中棄権 | トロント       |
| 2016年 | シモナ・ハレプ                   | マディソン・キーズ               | 7-6(7-2), 6-3                    | モントリオール |
| 2017年 | エリナ・スビトリナ               | キャロライン・ウォズニアッキ     | 6-4, 6-0                         | トロント       |
| 2018年 | シモナ・ハレプ                   | スローン・スティーブンス         | 7-6(8-6), 3-6, 6-4               | モントリオール |
| 2019年 | ビアンカ・アンドレースク         | セリーナ・ウィリアムズ           | 3-1 途中棄権                     | トロント       |
| 2020年 | 大会開催なし                     | 大会開催なし                     | 大会開催なし                     | 大会開催なし   |
| 2021年 | カミラ・ジョルジ                 | カロリナ・プリスコバ             | 6-3, 7-5                         | モントリオール |
| 2022年 | シモナ・ハレプ                   | ベアトリス・ハダッド・マイア     | 6-3, 2-6, 6-3                    | トロント       |
| 2023年 | ジェシカ・ペグラ                 | リュドミラ・サムソノワ           | 6-1, 6-0                         | モントリオール |
| 2024年 | ジェシカ・ペグラ                 | アマンダ・アニシモバ             | 6-3, 2-6, 6-1                    | トロント       |
| 2025年 | ビクトリア・エムボコ             | 大坂なおみ                       | 2-6, 6-4, 6-1                    | モントリオール |

### 女子ダブルス
1980年以後
| 年     | 優勝者                                                              | 準優勝者                                              | スコア                | 開催地         |
| ------ | ------------------------------------------------------------------- | ----------------------------------------------------- | --------------------- | -------------- |
| 1980年 | アン・スミス パム・シュライバー                                     | アン清村 グリア・スティーブンス                       | 3-6, 6-6 途中棄権     | モントリオール |
| 1981年 | マルチナ・ナブラチロワ パム・シュライバー                           | アン・スミス キャンディ・レイノルズ                   | 7-6, 7-6              | トロント       |
| 1982年 | マルチナ・ナブラチロワ キャンディ・レイノルズ                       | バーバラ・ポッター シャロン・ウォルシュ               | 6-4, 6-4              | モントリオール |
| 1983年 | アンドレア・イエガー アン・ホッブズ                                 | ロザリン・フェアバンク キャンディ・レイノルズ         | 6-4, 5-7, 7-5         | トロント       |
| 1984年 | キャシー・ジョーダン エリザベス・セイヤーズ                         | ハナ・マンドリコワ クラウディア・コーデ＝キルシュ     | 6-1, 6-2              | モントリオール |
| 1985年 | マルチナ・ナブラチロワ ジジ・フェルナンデス                         | マルセラ・メスカー パスカル・パラディス               | 6-4, 6-0              | トロント       |
| 1986年 | ジーナ・ガリソン ガブリエラ・サバティーニ                           | ヘレナ・スコバ パム・シュライバー                     | 7-6, 5-7, 6-4         | モントリオール |
| 1987年 | ジーナ・ガリソン ロリ・マクニール                                   | ヘレナ・スコバ クラウディア・コーデ＝キルシュ         | 6-1, 6-2              | トロント       |
| 1988年 | ヘレナ・スコバ ヤナ・ノボトナ                                       | ジーナ・ガリソン パム・シュライバー                   | 7-6, 7-6              | モントリオール |
| 1989年 | ジジ・フェルナンデス ロビン・ホワイト                               | マルチナ・ナブラチロワ ラリサ・サブチェンコ           | 6-1, 7-5              | トロント       |
| 1990年 | ベッツィ・ナゲルセン ガブリエラ・サバティーニ                       | ヘレン・ケレシ ラファエラ・レジ                       | 3-6, 6-2, 6-2         | モントリオール |
| 1991年 | ラリサ・ネーランド ナターシャ・ズベレワ                             | ヘレナ・スコバ クラウディア・コーデ＝キルシュ         | 1-6, 7-5, 6-2         | トロント       |
| 1992年 | ロリ・マクニール レネ・スタブス                                     | ジジ・フェルナンデス ナターシャ・ズベレワ             | 3-6, 7-5, 7-5         | モントリオール |
| 1993年 | ラリサ・ネーランド ヤナ・ノボトナ                                   | ヘレナ・スコバ アランチャ・サンチェス・ビカリオ       | 6-1, 6-2              | トロント       |
| 1994年 | メレディス・マグラス アランチャ・サンチェス・ビカリオ               | パム・シュライバー エリザベス・スマイリー             | 2-6, 6-2, 6-4         | モントリオール |
| 1995年 | ブレンダ・シュルツ＝マッカーシー ガブリエラ・サバティーニ           | マルチナ・ヒンギス イバ・マヨリ                       | 4-6, 6-0, 6-3         | トロント       |
| 1996年 | ラリサ・ネーランド アランチャ・サンチェス・ビカリオ                 | ヘレナ・スコバ メアリー・ジョー・フェルナンデス       | 7-6                   | モントリオール |
| 1997年 | ヤユク・バスキ カロリネ・ビス                                       | ニコル・アレント マノン・ボーラグラフ                 | 3-6, 7-5, 6-4         | トロント       |
| 1998年 | マルチナ・ヒンギス ヤナ・ノボトナ                                   | ヤユク・バスキ カロリネ・ビス                         | 6-3, 6-4              | モントリオール |
| 1999年 | マリー・ピエルス ヤナ・ノボトナ                                     | ラリサ・ネーランド アランチャ・サンチェス・ビカリオ   | 6-3, 2-6, 6-3         | トロント       |
| 2000年 | マルチナ・ヒンギス ナタリー・トージア                               | 杉山愛 ジュリー・アラール＝デキュジス                 | 6-3, 3-6, 6-4         | モントリオール |
| 2001年 | キンバリー・ポー ニコル・プラット                                   | カタリナ・スレボトニク ティナ・クリザン               | 6-3, 6-1              | トロント       |
| 2002年 | ビルヒニア・ルアノ・パスクアル パオラ・スアレス                     | 杉山愛 藤原里華                                       | 6-4, 7-6              | モントリオール |
| 2003年 | マルチナ・ナブラチロワ スベトラーナ・クズネツォワ                   | マリア・ベント＝カブチ アンジェリク・ウィジャヤ       | 3-6, 6-1, 6-1         | トロント       |
| 2004年 | 杉山愛 浅越しのぶ                                                   | リーゼル・フーバー タマリネ・タナスガーン             | 6-0, 6-3              | モントリオール |
| 2005年 | マルチナ・ナブラチロワ アンナ＝レナ・グローネフェルト               | ビルヒニア・ルアノ・パスクアル コンチタ・マルティネス | 5-7, 6-3, 6-4         | トロント       |
| 2006年 | マルチナ・ナブラチロワ ナディア・ペトロワ                           | カーラ・ブラック アンナ＝レナ・グローネフェルト       | 6-1, 6-2              | モントリオール |
| 2007年 | 杉山愛 カタリナ・スレボトニク                                       | リーゼル・フーバー カーラ・ブラック                   | 6-4, 2-6, [10-5]      | トロント       |
| 2008年 | リーゼル・フーバー カーラ・ブラック                                 | マリア・キリレンコ フラビア・ペンネッタ               | 6-1, 6-1              | モントリオール |
| 2009年 | ヌリア・リャゴステラ・ビベス マリア・ホセ・マルティネス・サンチェス | サマンサ・ストーサー レネ・スタブス                   | 2-6, 7-5, [11-9]      | トロント       |
| 2010年 | ヒセラ・ドゥルコ フラビア・ペンネッタ                               | クベタ・ペシュケ カタリナ・スレボトニク               | 7-5, 3-6, [12-10]     | モントリオール |
| 2011年 | リーゼル・フーバー リサ・レイモンド                                 | ビクトリア・アザレンカ マリア・キリレンコ             | 不戦勝                | トロント       |
| 2012年 | クラウディア・ヤンス＝イグナシク クリスティナ・マダナビッチ         | ナディア・ペトロワ カタリナ・スレボトニク             | 7-5, 2-6, [10-7]      | モントリオール |
| 2013年 | エレナ・ヤンコビッチ カタリナ・スレボトニク                         | アンナ＝レナ・グローネフェルト クベタ・ペシュケ       | 5-7, 6-2, [10-6]      | トロント       |
| 2014年 | サラ・エラニ ロベルタ・ビンチ                                       | カーラ・ブラック サニア・ミルザ                       | 7-6(7-4), 6-3         | モントリオール |
| 2015年 | ベサニー・マテック＝サンズ ルーシー・サファロバ                     | キャロライン・ガルシア カタリナ・スレボトニク         | 6-1, 6-2              | トロント       |
| 2016年 | エカテリーナ・マカロワ エレーナ・ベスニナ                           | シモナ・ハレプ モニカ・ニクレスク                     | 6-3, 7-6(7-5)         | モントリオール |
| 2017年 | エカテリーナ・マカロワ エレーナ・ベスニナ                           | アンナ＝レナ・グローネフェルト クベタ・ペシュケ       | 6-0, 6-4              | トロント       |
| 2018年 | アシュリー・バーティ デミ・スゥース                                 | 詹詠然 エカテリーナ・マカロワ                         | 4-6, 6-3, [10-8]      | モントリオール |
| 2019年 | バルボラ・クレイチコバ カテリナ・シニャコバ                         | アンナ＝レナ・グローネフェルト デミ・スゥース         | 7-5, 6-0              | トロント       |
| 2020年 | 大会開催なし                                                        | 大会開催なし                                          | 大会開催なし          | 大会開催なし   |
| 2021   | Gabriela Dabrowski Luisa Stefani                                    | Darija Jurak Andreja Klepač                           | 6–3, 6–4              |                |
| 2022   | コリ・ガウフ Jessica Pegula                                         | Nicole Melichar-Martinez Ellen Perez                  | 6–4, 6–7(5–7), [10–5] |                |
| 2023   | 青山修子 柴原瑛菜                                                   | Desirae Krawczyk Demi Schuurs                         | 6–4, 4–6, [13–11]     |                |
| 2024   | Desirae Krawczyk Caroline Dolehide                                  | Gabriela Dabrowski Erin Routliffe                     | 7–6(7–2), 3–6, [10–7] |                |
| 2025   | コリ・ガウフ (2) McCartney Kessler                                  | Taylor Townsend Zhang Shuai                           | 6–4, 1–6, [13–11]     |                |